# Sebeg
Sebeg (auch Sebgu) ist eine weitere Erscheinungsform der altägyptischen Götter Seth und Thot. In der  altägyptischen Mythologie und altägyptischen Astronomie symbolisierte Sebeg den Planeten Merkur und galt hauptsächlich als Stern des Seth.

## Mythologische Verbindungen

### Nutbuch
Im Planetenkapitel des Nutbuches wird in den Zeilen 153 bis 159 über einen kosmischen Streit zwischen Horus und Seth bei Sonnenuntergang berichtet, der schließlich durch die Vermittlung von Thot beigelegt werden kann. Die weiteren himmlischen „Gefolgsleute des Seth“ sind wie auch Seth im westlichen Himmel verortet. Chepesch (Großer Wagen), das Sternbild des Seth, befindet sich am nördlichen Himmel, weshalb zum Zeitpunkt des Sonnenuntergangs nur die Planeten Merkur oder Venus in Frage kommen konnten.
Der Planet Venus ist in dieser Auseinandersetzung als Stern der Barke des Benu zugeordnet, was eine sichere Identifizierung von Merkur als Stern des Seth ermöglichte.

### Mittleres Reich bis Griechisch-römische Zeit
In den Planetenlisten des Neuen Reiches ist für Sebeg das Epitheton „Stern des Seth“ ebenfalls belegt. Aufgrund der sicheren Identifikation der anderen Planeten und deren Gleichsetzungen mit altägyptischen Göttern, konnte Merkur als einzig verbleibender Planet dem Gott Seth zugeordnet werden.
Im Totenbuchspruch 136 ist wie bereits in den Sargtexten des Mittleren Reichs das Determinativ einer Sternentreppe belegt, die der Verstorbene benutzt, um zu Sebeg zu gelangen. In einer Variante fungiert die Sternentreppe als Abwehr gegen die Brandung.
In der griechisch-römischen Zeit gilt Sebeg auch als „Stern des Thot“. Eine seltene ikonografische Darstellung ist größtenteils zerstört. Vor dem Gott befindet sich ein sechsbeiniger Vogel mit einem schlangenförmigen Schnabel und vier Füßen.